# Hartmann von Heldrungen
Hartmann von Heldrungen (zm. 19 sierpnia 1282) – wielki mistrz zakonu krzyżackiego w latach 1273–1282.

## Życiorys
Pochodził z Turyngii, z wolnego rycerstwa Rzeszy. Do zakonu krzyżackiego wstąpił 18 listopada 1234 rokiem wraz z bratem Hermanem, Dytrykiem von Grüningen oraz Konradem von Thüringen. W 1238 roku Hartmann von Heldrungen został komturem krajowym Saksonii. Brał udział w rokowaniach i uczestniczył w uroczystościach związanych z przyłączeniem do zakonu krzyżackiego kawalerów mieczowych. Był oddanym i zaufanym człowiekiem kolejnych wielkich mistrzów, dzięki czemu szybko awansował w hierarchii. W latach 1261–1266 był wielkim komturem i zastępcą wielkiego mistrza Anno von Sangershausena. Zwierzchnictwo nad zakonem przejął w lecie 1273 roku.
Okres jego rządów uważany jest za jeden z najspokojniejszych w dziejach zakonu. Organizował akcję osadniczą w Prusach i Inflantach. Pozyskiwał nowe posiadłości na terenie Rzeszy, a także na Pomorzu Gdańskim.